# アルバニア民兵
アルバニア民兵（アルバニアみんぺい、イタリア語: Milizia Albanese、英語: Albanian Militia）は、アルバニアファシスト党による武装組織。
イタリア王国によって既に保護国化されていたアルバニアに兵力を進駐させ、1939年4月に同君連合として傀儡政権が設置された後に結成された。イタリアのファシスト党における黒シャツ隊（MVSN）に相当するものであり、またアルバニア民兵は黒シャツ隊の一部であるとされた。結成当初はアルバニアに居住するイタリア人が募集の対象となったが、後にアルバニア人にも対象が拡大された。司令部はティラナに置かれ、四つの連隊規模のレギオンがティラナの他コルチャ・ヴロラ・シュコドラに設置された。ギリシャ侵攻の際には戦闘に参加している。アルバニア民兵は1943年のイタリアの連合国軍に対する降伏に伴って解散した。